# Decymetr
Decymetr (symbol: dm) – podwielokrotność metra, podstawowej jednostki długości w układzie SI. Jeden decymetr równa się 10 centymetrom (0,1 metra). W notacji naukowej można go zapisać jako 1 E-1 m oznaczający 0,1 × 1 m.
Nie jest powszechnie używany jako jednostka odległości. Decymetrów używa się w geodezji do skalowania łat niwelacyjnych.
- Dla określenia powierzchni używa się czasami decymetrów kwadratowych (dm2), gdzie 1 dm2 równa się 100 cm2, co jest równe 0,01 m².
- Dla określenia objętości używa się decymetrów sześciennych (dm³), znanych pod nazwą litr. 1 litr równa się 1 dm³, który jest równy 1000 cm³ (0,001 m³).